# 格莫爾達級護衛艦
格莫爾達型護衛艦 (Kamorta-class corvette)，也譯為卡馬塔級或稱P28型護衛艦（Project 28，印度海軍軍艦慣例都有一個數字計畫編號），是印度的反潛護衛艦，首艦於2014年8月23日服役。全級艦均以K字頭為名，亦可以稱之為K型。

## 概要
格莫爾達級護衛艦是依據印度第28型(Project 28)巡防艦計畫所具體建造的護衛艦，設計由印度海軍設計局負責，由位在加爾各達的Garden Reach造船廠負責承建。本案於2003年開始推動，但是因為部分設計規格尚未定案，首艦直到2005年8月11日始切割第一塊鋼板。2006年11月起正式於船台開造，2010年4月下水，因為建造途中預算不足與建造費用上漲的關係，首艦服役過程比計畫延誤了2年。本艦的特色是全艦90%以上實現國產化。
後續衍生艦艇為28A護衛艦，目前建造中。

## 設計
本級艦以反潛作戰為主要任務，因此特別注重靜音特性，外型設計也符合現代戰艦潮流具匿蹤意識，以散射雷達波的不連續傾斜面為主要外型特徵。

### 武裝
武裝部分以反潛水裝備為主，計裝有RBU-6000反潛火箭彈、反潛魚雷發射器(目前尚缺官方資料，不能肯定其口徑)，並搭配76mm艦炮、巴拉克-1型點防空飛彈為反水面與防空主要兵器。
與印度海軍慣例相符，本艦也配有相較噸位而言非常寬大的機庫與直升機起降甲板，船艛結構為堡壘封閉式，符合NBC核生化作戰條件下的空氣過濾標準。
因本級艦的任務設定之故，並無裝配反艦與陸攻飛彈，屬地位較低，主負擔巡邏與編隊驅潛護航任務的2級艦種。

## 同型艦
| 艦名                   | 舷號 | 開工           | 下水          | 服役           | 母港         |
| ---------------------- | ---- | -------------- | ------------- | -------------- | ------------ |
| 格莫爾達 INS Kamorta   | P 28 | 2006年11月20日 | 2010年4月19日 | 2014年8月23日  | 維沙卡帕特南 |
| 卡德馬特 INS Kadmatt   | P 29 | 2007年9月27    | 2011年10月24  | 2016年1月7日   | 維沙卡帕特南 |
| 基爾丹 INS Kiltan      | P 30 | 2010年8月19日  | 2013年3月26日 | 2017年10月16日 | 維沙卡帕特南 |
| 卡巴拉堤 INS Kavaratti | P 31 | 2012年1月20日  | 2015年5月19日 | 2020年10月22日 | 維沙卡帕特南 |

## 參见

### 相关
- 印度军事
- 印度海军

### 同类型舰
- 护卫舰